# Karl Bonhoeffer
Karl Bonhoeffer, celým jménem Karl Ludwig Bonhoeffer (31. března 1868 Neresheim – 4. prosince 1948 Berlín), byl německý psychiatr a neurolog, profesor psychiatrie a neurologie na Univerzitě Friedricha Wilhelma v Berlíně a ředitel kliniky pro duševní a nervové choroby v nemocnici Charité v Berlíně.

## Život
Karl Bonhoeffer se narodil v roce 1868 v Neresheimu jako syn Friedricha von Bonhoeffera (1828–1907), který se později stal předsedou Královského württemberského zemského soudu v Ulmu, a Julie Bonhoefferové, rozené Tafelové (1842–1936). Byl bratrem Gustava-Otta Bonhoeffera (1864–1932), chemika v Bayer-Leverkusenu.
V letech 1874 až 1878 navštěvoval Karl Bonhoeffer základní školu v Heilbronnu a Ravensburgu a v letech 1878 až 1886 navštěvoval gymnázium v Tübingenu, kde také získal maturitu. V letech 1886 až 1887 sloužil v armádě ve Stuttgartu. Bonhoeffer studoval medicínu v letech 1887 až 1892, nejprve na Univerzitě Eberharda Karla v Tübingenu, kde se stal členem studentského bratrstva A. V. Igela, poté na Univerzitě Friedricha Wilhelma v Berlíně a nakonec na Univerzitě Ludwiga Maxmiliána v Mnichově. V roce 1892 získal doktorát z medicíny na Lékařské fakultě Univerzity v Tübingenu. Jeho doktorandským školitelem byl Paul Grützner. Poté, co získal licenci k výkonu lékařské praxe, pracoval Bonhoeffer jako suplující lékař ve svém rodném městě Heidenheim. Jakožto licencovaný lékař s doktorátem byl Bonhoeffer po dokončení vojenské služby povýšen na lékařského důstojníka.
Po několika letech se Bonhoeffer stal ředitelem psychiatrické kliniky a pozorovacího oddělení pro „duševně nemocné zločince“ ve Vratislavi. V roce 1897 získal kvalifikaci profesora psychiatrie na Univerzitě ve Vratislavi pod vedením Carla Wernickeho. Právě zde se objevila Bonhoefferova vědecká práce o důsledcích alkoholismu, degenerativním zhoršování mozku a symptomatických psychózách, která je základem jeho významu jako vědce dodnes. V letech 1903 až 1904 pracoval Bonhoeffer v Königsbergu a Heidelbergu. V roce 1904 Bonhoeffer nahradil Carla Wernickeho a převzal jeho katedru na Univerzitě ve Vratislavi.
V roce 1912 nahradil Theodora Ziehena ve funkci profesora psychiatrie a neurologie v nemocnici Charité v Berlíně. Tuto pozici zastával až do svého odchodu do důchodu v roce 1938.
Bonhoefferovým cílem bylo etablovat psychiatrii jako samostatný obor v rámci medicíny a dále ji rozvíjet vedle čistě „institucionální medicíny“. Zastával se názoru, že „nervové a duševní poruchy“ by měly být léčeny také praktikujícími specialisty. Bonhoeffer byl expert pro všechny oblasti psychiatrické diagnostiky své doby, včetně diagnózy „snížené duševní způsobilosti“, což byl technický termín, který byl za jeho doby začleněn do trestního zákoníku.
Bonhoeffer rozšířil klasifikaci duševních chorob zavedenou Emilem Kraepelinem a rozlišoval mezi exogenními (např. těmi, které jsou způsobeny infekcemi nebo otravou) a endogenními psychózami.[1] V roce 1912 Bonhoeffer zavedl do lékařské terminologie termín „akutní exogenní typ reakce“. Tímto Bonhoeffer rozšířil diferenciálně-diagnostické možnosti pro rozlišení schizofrenie a paranoie od deliria, organického psychosyndromu.
Bonhoeffer prováděl výzkum v oblasti boje proti závislosti na morfinu, závislosti na kokainu a dalším návykovým poruchám. V rámci své práce experta na neurózy z nehod a válek zavedl termín „penzijní neuróza“. V roce 1936 byl zvolen členem Leopoldiny.
Zákon o prevenci dědičně nemocných potomků, kterým stát nařídil povinnou sterilizaci pro řadu nemocí, byl publikován v Reichsgesetzblatt (Říšském právním věstníku), úředním věstníku Německé říše od roku 1871 do roku 1945.
Během nacistické éry byl Karl Bonhoeffer jako profesor psychiatrie a neurologie v nemocnici Charité v Berlíně a dokonce i po svém odchodu do důchodu v roce 1936 konzultován jako odborník na otázky dědičného zdraví pacientů. Od roku 1934 do prosince 1941 údajně Bonhoeffer vypracoval nejméně 68 znaleckých posudků, z nichž téměř polovina obsahovala doporučení ke sterilizaci.
Bonhoeffer podporoval cíl „Zákona o prevenci dědičně nemocných potomků“ z roku 1934, kterým bylo učinit (údajně) „dědičně nemocné“ lidi neplodnými. K provedení zákona poskytoval „kurzy dědičného zdraví“. Zákon však uplatňoval restriktivně a stanovil precedenty pro opatrný přístup k indikaci. V jeho znaleckých posudcích byli pacienti sterilizaci ušetřeni častěji než obvykle. Rozhodně zajistil, aby doporučení bylo doprovázeno požadavkem na jasnou psychiatrickou diagnózu.
V říjnu 1945, ve věku 77 let, se Karl Bonhoeffer obrátil na Johannese Strouxe, určeného rektora Berlínské univerzity, s žádostí o výzkumný úkol, který by přispěl k živobytí jeho vnoučat, která přišla o živitele rodiny kvůli popravě svých otců.
Dne 29. ledna 1946 byl Bonhoeffer také uznán za univerzitního profesora Německou správou pro veřejné vzdělávání v sovětské okupační zóně. Karl Bonhoeffer také pracoval jako konzultant a expert na katedře psychiatrie a neurologie v sanatoriu Wittenau.
Jeho dílo „Führerpersönlichkeit und Massenwahn“, dokončené jako zkušební výtisk v roce 1947, bylo posmrtně vydáno v roce 1968.Karl Bonhoeffer přišel o své syny Dietricha Bonhoeffera a Klause Bonhoeffera, stejně jako o zetě Hanse von Dohnanyiho a Rüdigera Schleichera, kteří byli popraveni nacistickou justicí.
Karl Bonhoeffer utrpěl v listopadu 1948 ve věku 80 let mrtvici, na kterou 4. prosince 1948 zemřel.

## Dílo (výběr)
- Ein Beitrag zur Kenntnis des großstädtischen Bettel- und Vagabundentums. Eine psychiatrische Untersuchung. In: Zeitschrift für das gesamte Strafrechtswesen. Band 21, (Berlin) 1900, S. 1–65.
- Die akuten Geisteskrankheiten der Gewohnheitstrinker. Jena 1901.
- Die symptomatischen Psychosen im Gefolge von akuten Infektionen und inneren Erkrankungen. Deuticke, Leipzig/Wien 1910. – Volltext unter Bonhoeffer, Karl (1910) auf Wikiversity
- Die Psychosen im Gefolge von akuten Infektionen, Allgemeinerkrankungen und inneren Erkrankungen. In: Handbuch der Psychiatrie. Spezieller Teil. 3:1. Deuticke, Leipzig/Wien 1912, S. 1–120.
- Die exogenen Reaktionstypen. Archiv für Psychiatrie und Nervenkrankheiten 58, Berlin 1917, S. 50–70.
- mit P. Jossmann (Hrsg.): Ergebnisse der Reiztherapie bei progressiver Paralyse. 1932.
- mit K. Albrecht u. a. (Hrsg.): Die psychiatrischen Aufgaben bei der Ausführung des Gesetzes zur Verhütung erbkranken Nachwuchses. Mit einem Anhang Die Technik der Unfruchtbarmachung. Klinische Vorträge im erbbiologischen Kurs. Karger, Berlin 1934.
- (Hrsg.): Die Erbkrankheiten. Klinische Vorträge im 2. erbbiologischen Kurs. 1936.
- Die zentralen Bewegungsstörungen. Die akuten und chronischen choreatischen Erkrankungen und die Myoklonien. In: S. A. Kinnier-Wilson: Die zentralen Bewegungsstörungen. 1936.
- Die Geschichte der Psychiatrie an der Charité im 19. Jahrhundert, Zeitschrift für die gesamte Neurologie und Psychiatrie, Band 168, 1940, Heft 1, S. 37–64
- Ein Rückblick auf die Auswirkung und die Handhabung des nationalsozialistischen Sterilisationsgesetzes. In: Der Nervenarzt, Band 20, 1949, S. 1–5.
- Silvestertagebuch. Herausgegeben, eingeleitet und kommentiert von Jutta Koslowski. Gütersloher Verlagshaus, Gütersloh 2022, ISBN 978-3-579-07189-3.